# Giálova (Messénie)
Giálova, en grec moderne : Γιάλοβα, est un village du dème de Pylos-Nestor, district régional de Messénie, en Grèce.
Selon le recensement de 2011, la population du village compte 275 habitants.